# Вильнёв-ле-Монреаль
Вильнёв-ле-Монреа́ль (фр. Villeneuve-lès-Montréal) — коммуна во Франции, находится в регионе Лангедок — Руссильон. Департамент коммуны — Од. Входит в состав кантона Монреаль. Округ коммуны — Каркасон.
Код INSEE коммуны — 11432.

## Население
Население коммуны на 2008 год составляло 226 человек.
| 1962 | 1968 | 1975 | 1982 | 1990 | 1999 | 2008 |
| ---- | ---- | ---- | ---- | ---- | ---- | ---- |
| 129  | 131  | 101  | 104  | 116  | 202  | 226  |

## Экономика

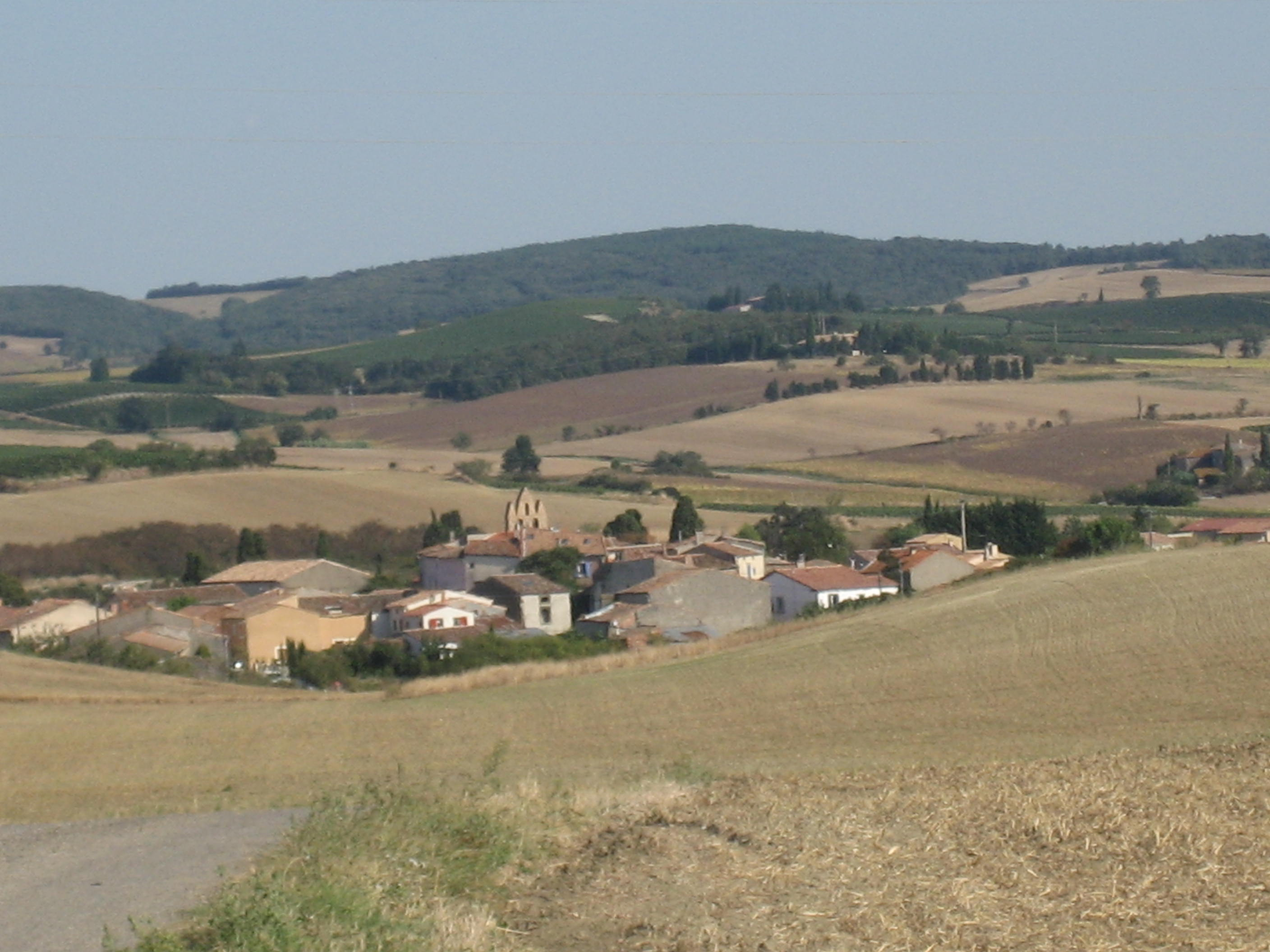
Вильнёв-ле-Монреаль

В 2007 году среди 129 человек в трудоспособном возрасте (15—64 лет) 102 были экономически активными, 27 — неактивными (показатель активности — 79,1 %, в 1999 году было 66,7 %). Из 102 активных работали 87 человек (51 мужчина и 36 женщин), безработных было 15 (5 мужчин и 10 женщин). Среди 27 неактивных 11 человек были учениками или студентами, 5 — пенсионерами, 11 были неактивными по другим причинам.